# Fatumane (Ort)
Fatumane ist ein osttimoresischer Ort im Suco Seloi Craic (Verwaltungsamt Aileu, Gemeinde Aileu).

## Geographie und Einrichtungen
Das Dorf Fatumane liegt im Südwesten der Aldeia Fatumane auf einer Meereshöhe von 975 m. Von der Siedlung führt eine kleine Straße zur Überlandstraße von Gleno nach Turiscai, die den Süden der Aldeia durchquert. Der Überlandstraße nach Osten gefolgt, erreicht man das etwa 3,5 Kilometer entfernte Dorf Aibitikeou (Aldeia Talifurleu), das über eine Grundschule verfügt. In Luftlinie einen Kilometer in Richtung Westen entfernt liegt das Dorf Leburema (Aldeia Leburema, Suco Samalete, Gemeinde Ermera) Auch hier steht eine Grundschule. Entlang der Straßen ist Leburema ebenfalls etwa 3,5 Kilometer entfernt.
Der Ort Fatumane verfügt über einen Wassertank.